# 26 octobre dans les chemins de fer
26 septembre 26 novembre
Chronologies thématiques
- Croisades
- Sports
- Disney

Cette page concerne les événements qui se sont déroulés un 26 octobre dans les chemins de fer.

## Événements

### XIXesiècle
- 1879 : en  France, Léon Gambetta prononce un discours, devant les principales personnalités de la ville du Havre, qui redonne espoir aux partisans de la ligne du Sud-Ouest[1].
- 1889 : en France, le département de la Somme ouvre le tronçon de Rosières à la ligne de Ham (Bifurcation de Fricourt) de la ligne Albert - Montdidier des Chemins de fer départementaux de la Somme.

### XXesiècle
- 1902 : en  France, sur la ligne 2 du métro de Paris ouverture de la station Place de Clichy.
- 1949 : en France, dans les Bouches-du-Rhône, en gare de Barbentane-Rognonas, à 9h51, l’autorail-express no 436, assurant la liaison Cerbère - Avignon, composé d’une motrice tractant deux voitures de 3e classe et une voiture de 2e classe, vient s’encastrer à près de 80 km/h dans le hangar de la petite vitesse, situé juste après le bâtiment voyageurs, à cause d’une rupture d’essieu. Cet accident fait 12 morts et plus de 50 blessés[2].
- 1977 : en République Fédérale d'Allemagne, fin de la traction vapeur. la dernière BR 043 est retirée du service.
- 1992 : aux États-Unis,  mise en service de Métrolink (en), service de trains de banlieue à Los Angeles (Californie).

## Anniversaires

### Naissances
- 1892 : en France : André Chapelon, futur ingénieur à la Compagnie du chemin de fer Paris-Lyon-Méditerranée.